# ابراهیم‌آباد (زیاران)
ابراهیم‌آباد روستایی در دهستان زیاران بخش مرکزی شهرستان آبیک استان قزوین ایران است.

## جمعیت
بر پایه سرشماری عمومی نفوس و مسکن در سال ۱۳۹۵ جمعیت این روستا ۳۷ نفر (۱۷خانوار) بوده‌است.

## زبان
مردم این روستا تات هستند و مردم ابراهیم‌آباد به زبان تاتی سخن می‌گویند.

نگارخانه
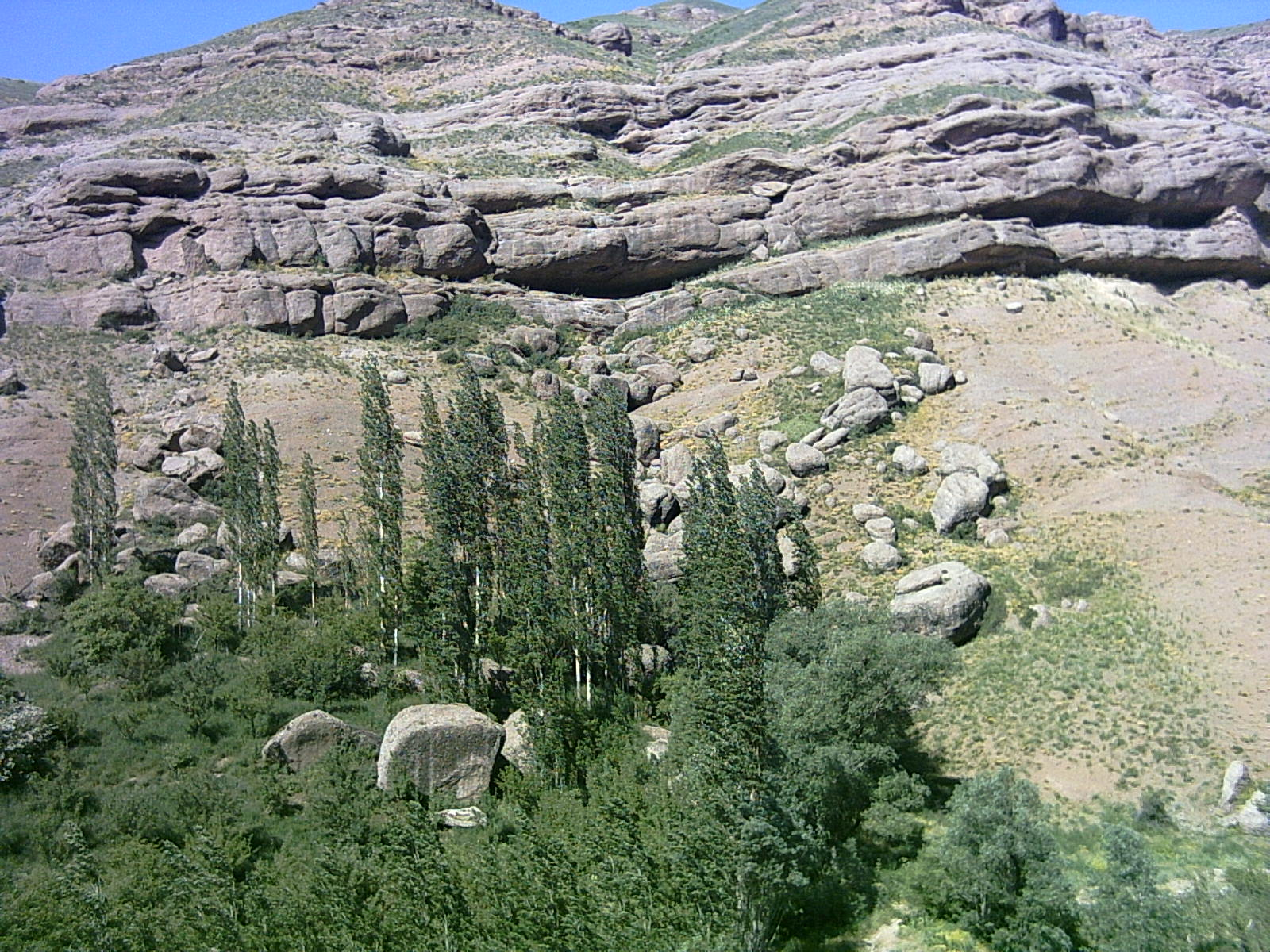
پرونده:Taleghan_-_Gachsar_road_-_panoramio.jpgدرختان سر به فلک کشیده و کوه‌های ناب
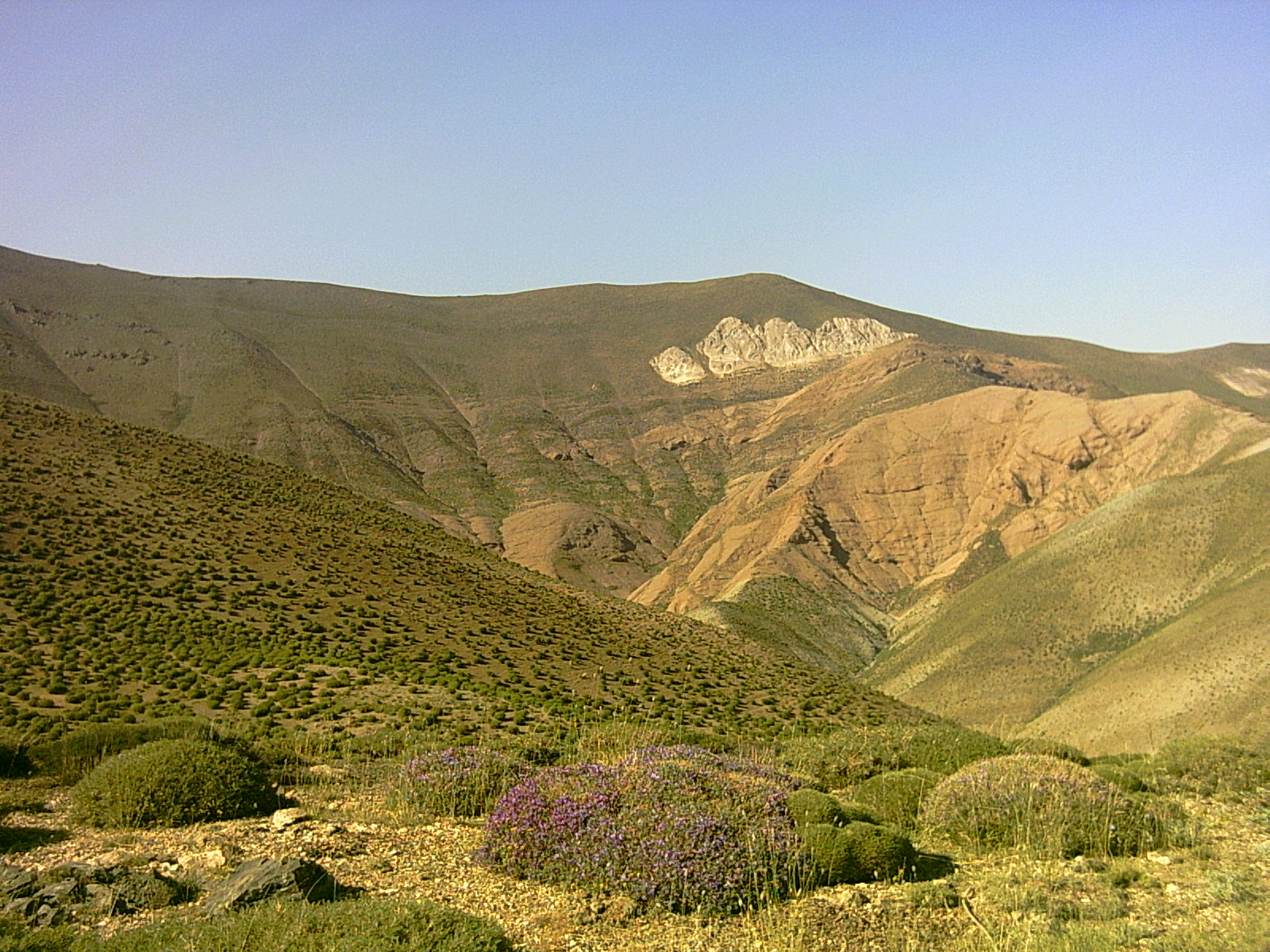
پرونده:Taleghan_-_Gachsar_road_24_-_panoramio.jpgطبیعت بکر و هوای تمیز